# Ashti (Gadchiroli)
Ashti es una ciudad censal situada en el distrito de Gadchiroli en el estado de Maharashtra (India). Su población es de 5634 habitantes (2011). Se encuentra a orillas del río Wainganga.

## Demografía
Según el censo de 2011 la población de Ashti era de 5634 habitantes, de los cuales 2886 eran hombres y 2748 eran mujeres. Ashti tiene una tasa media de alfabetización del 86,16%, superior a la media estatal del 87,79%: la alfabetización masculina es del 92,58%, y la alfabetización femenina del 82,74%.